# Волкано, Дел Лагрейс
Дел Лагрейс Волкано (англ. Del LaGrace Volcano, род. 26 июля 1957, Калифорния, США) — американский художник, исполнитель, фотограф и активист из Калифорнии. Волкано работает в жанре инсталляции и перформанса. Также Волкано исследует в своих работах гендер на нескольких уровнях, особенно репрезентацию мужественности и женственности.

## Идентичность
Волкано — интерсекс, при рождении записанный как девочка и воспитывавшийся как девочка. До 37 лет Волкано жил как женщина, после этого стал жить как небинарный человек. После вступления в брак с Джонни Волкано, который идентифицирует себя как квир, Дел Лагрейс взял своё нынешнее имя, чтобы бросить вызов «бинарному статусу-кво». У Дел Лагрейс и Джонни двое детей, Мика Алексис и Нико Илон, которые называют Лагрейс «МаПа».

## Карьера
До переезда в Сан-Франциско, в возрасте девятнадцати лет, Волкано учился в колледже Аллана Хэнкока с 1977 по 1979 года. В 1992 году Волкано получил степень магистра в области фотографии в Университете Дерби, Великобритания, после изучения фотографии в Художественном институте Сан-Франциско в 1979-81 годах.

### Выборочные выставки
Список выставок Волкано
- «CORPUS QUEER: bodies in resistance», Transpalette, Emmetrop, Бурж, Франция, сентябрь 2005 г.
- «INTERSEX 101: The Two Gender System as a Human Rights Abuse», галерея nGbK, Берлин, Германия, июнь 2005 г.
- «BOOST IN THE SHELL», Aeroplastics Gallery (Групповая выставка) Брюссель, Бельгия, май 2005 г.
- «PAS DE REGRETS», Франция, ноябрь 2003 г.
- «FEMALE TURBULENCE», Галерея Аэропластики, (Групповая выставка) Брюссель, Бельгия, октябрь 2003 г.
- «VENUS BOYZ», Zita, Folkets Bio, Стокгольм, Швеция, май 2002 г.
- «FALLEN HEROES: Masculinity & Representation», Espai D'Art Contemporani de Castello, (Групповая выставка), Испания, апрель 2002 г.
- «FLUID FIRE», Format Gallery, Мальмё, Швеция, 2002 (декабрь 2001 г)
- «GERHKE'S ARTISTS», Гамбургский музей эротического искусства, Гамбург, Германия, 2001
- «ONE MAN? SHOW», Babele Gallery, Милан, Италия, апрель 2001 г.
- «SEX MUTANT», The Nunnery, (Групповая выставка) Лондон, Великобритания, август 2000
- «A KINGDOM COMES», Галерея Точка зрения, Лондон, Великобритания, июль 1999
- «ENCOUNTERS OF THE THIRD KIND», Мелквег, (Групповая выставка) Амстердам, Нидерланды, август 1998 г.
- «DUKE: KING OF THE HILL», Courtauld Galleries, (Групповая выставка) Лондон, Великобритания, ноябрь 1999 - 2001
- «RETEROSPECTIVE: Del LaGrace», Magazin 4, Брегенц, Австрия, сентябрь 1996 г.
- «DESIRE», Nordic Arts Centre, (Групповая выставка), Хельсинки, Финляндия; Kulturhuset, Стокгольм, Швеция;  Хумлебек, Дания; 1995-97
- «STREET STYLE», Музей Виктории и Альберта, (Групповая выставка) Лондон, Великобритания, июнь 1994

### Выборочные публикации
- «Love Bites», Gay Men's Press, Лондон, 1991 год. «Возможно, первая опубликованная фотографическая монография о лесбийской сексуальности в мире, сделанная с точки зрения инсайдера. В начале 90-х годов Love Bites породили множество противоречий и подверглась цензуре, в том числе и в ЛГБТ-СМИ. В США она была запрещена на две недели. В Канаде из книги вырезали самые «оскорбительные» фотографии перед ее продажей. В Англии ее продавали, но не в книжных магазинах для ЛГБТ, потому что ЛГБТ сообщество опасалось такого контента. Хотя книга не выпускалась более 10 лет, она считается классикой квир-искусства»[14][15][16].
- «The Drag King Book», Serpent's Tail, 1999 год. Создана в соавторстве с Джеком Хальберштамом[англ.][14]. Книга посвящена дрэг-кингам в Лондона, Сан-Франциско и Нью-Йорка. В книге Волкано описывается как в Сан-Франциско в 1985 году группа «On Our Backs/ BurLEZK» устраивала стриптиз-шоу для лесбиянок в пабе The Baybrick Inn»[17][18][19].
- «Sublime Mutations», Konkursbuchverlag, 2000. «Возвышенные мутации, фотографическая ретроспектива работы Волкано Дель Лагрейс, созданная в течение последних десяти лет, визуально преобразуют политический и теоретический ультрасовременный авангард»[20]. В предисловии Джей Проссер утверждает, что благодаря работе Волкано «мы видим, как меняются формы нашего тела и наших сообществ. Однако важно отметить, что мы также видим изменения, обещанные нашим наблюдением, мутации, которые мы читаем, а также изменения, которые происходят с нашими телами. Волкано умело демонстрирует, что возвышенные мутации - это уже трансформации, которые зрители проецируют на физический мир, и особенно на тело»[21][22][23].
- «Sex Works 1978-2005», Konkursbuchverlag, 2005. Содержащие эссе Поля Пресьядо. Книга показывает историю секса на квир-сцене[23][24].
- Работал над книгой «Inter: Erfahrungen intergeschlechtlicher Menschen in der Welt der zwei Geschlechter», изданной Элисой Барт в 2013 году. Другими известными соавторами книги являются Мауро Кабрал, Салли Гросс и Фиби Харт[25].
- Работал над книгой «Queer Theory», под редакцией Иэна Морланда и Аннабель Уиллокс, опубликованный в 2004 году. В книге представлены пятнадцать статей о сексуальности, гендерных исследованиях и других аспектах квир-исследований[26]. Другие известные соавторы книги: Джудит Батлер, Патрик Калифия[англ.], Шерил Чейз, Ларри Крамер и Стивен Уиттл[англ.].
- Работал над выпуском «Intersex and After» журнала GLQ[англ.] под редакцией Иэна Морланда в 2009 году. Среди известных соавторов были: Элис Дрегер[англ.], Иэн Морланд и Вернон Росарио[англ.][27][28].
- Работал над «Femmes of Power : Exploding Queer Feminities», в соавторстве с Ульрикой Даль. Издано Serpent's Tail[англ.] в 2008 году[29][30].

## Фильмография
Волкано принимал участие в новаторском фильме Габриэля Баура, Мальчики Венеры.